# 南投葡萄催芽劑中毒案
南投葡萄催芽劑中毒案，是台灣南投縣信義鄉發生的一起4死殺人案，凶嫌朱明福（案發時52歲）在2011年7月5日使用葡萄催芽劑殺害4人，在2013年4月25日由最高法院判處無期徒刑定讞，朱明福現已入監服刑中。

## 動機
朱明福因不滿王美永（即朱的前女友）婚前和他交往，卻選擇另名死者林敬儀結婚，因此起了殺機。

## 案發過程
2011年6月30日，已婚的王美永至前男友朱男住處，並飲酒作樂，酒後朱男便將6瓶摻有葡萄催芽劑（2-氯乙醇）的米酒拿給王女。2011年7月5日，王女帶了5瓶米酒返家，與其夫、田福榮夫妻共進晚餐後，喝下米酒，當晚中毒，送醫不治。

## 結論
當初檢警調查是以為食物中毒，後來著名毒物科醫師林樑證實是高濃度葡萄催芽劑中毒，為致死關鍵。

## 後續
- 本案已證實是一起情殺案，因此朱明福在同年8月20日被捕到案，並聲押獲准。
- 10月26日偵結，南投地檢署依殺人罪起訴，求處朱男重刑。[4]
- 2012年3月28日，南投地方法院一審判處無期徒刑、褫奪公權終身。但是檢察官不服上訴，要求法院判處死刑；朱男也辯稱自己自首，但是在8月13日台灣高等法院台中分院二審認為朱男坦承犯行，並非泯滅天良，仍判處無期徒刑。
- 歷經一度發回更審，在2013年4月25日最高法院駁回上訴後，判處無期徒刑、褫奪公權終身，全案至此定讞。